# Bratśke
Bratśke – osiedle typu miejskiego na Ukrainie, w obwodzie mikołajowskim, nad rzeką Mertwowod, siedziba władz rejonu bratskiego.

## Historia
Osiedle typu miejskiego od 1956, w 1959 liczyło 5900 mieszkańców.
W 1989 liczyło 6 925 mieszkańców.
W 2017 liczyło 5 248 mieszkańców.